# Lovitură de pedeapsă (album de Paraziții)
Lovitură de pedeapsă este al 11-lea album al trupei Paraziții, lansat în 29 februarie 2016, la casa de discuri 20 CM Records. Conform lui Cheloo, acesta marchează reîntoarcerea formației Paraziții la stilul de muzică interpretat în anii '90. 
„Un album care se întoarce ca sonoritate înapoi în anii ’91 – ’97. Am folosit foarte mult tehnica samplingului și este un album conceput și scris foarte old school.”—Cheloo
Tirajul albumui este de 4000 de exemplare.

## Ordinea pieselor[2]
| Nr.             | Titlu                                       | Autor(i)                          | Text                    | Lungime |  |
| 1.              | „Circulă zvonul”                            | Cheloo și Ombladon                | Cheloo și Ombladon      | 3:42    |  |
| 2.              | „Adevărul doare”                            | Cheloo și Ombladon                | Cheloo și Ombladon      | 4:01    |  |
| 3.              | „Demnitate (rap mix)” (feat. Daniel Lazăr)  | Cheloo și Ombladon                | Cheloo și Ombladon      | 2:41    |  |
| 4.              | „Viața bate filmul” (feat. Bitză)           | Ombladon, Cheloo și FDD           | Ombladon, Cheloo și FDD | 3:24    |  |
| 5.              | „Poliția trece”                             | Cheloo                            | Cheloo și Ombladon      | 3:14    |  |
| 6.              | „Cântec de leagăn”                          | Cheloo                            | Cheloo                  | 1:13    |  |
| 7.              | „Te facem să sari”                          | Ombladon, Cheloo și FDD           | Ombladon                | 2:48    |  |
| 8.              | „Mambo Nr. 9”                               | Ombladon, Cheloo și FDD           | Ombladon, Cheloo și FDD | 3:30    |  |
| 9.              | „S**e-o”                                    | Cheloo și Ombladon                | Cheloo                  | 2:53    |  |
| 10.             | „Toată lumea fumează” (feat. Adrian Despot) | Cheloo, Ombladon și Adrian Despot | Cheloo                  | 4:09    |  |
| 11.             | „Demnitate” (feat. Daniel Lazăr)            | Daniel Lazăr, Cheloo și FDD       | Cheloo și Ombladon      | 3:41    |  |
| Lungime totală: | Lungime totală:                             | Lungime totală:                   | Lungime totală:         | 35:16   |  |